# Illusion Labs
Illusion Labs är utvecklare och utgivare av videospel, baserat i Malmö, Sverige. Illusion Labs grundades hösten 2007. 
De skapar applikationer och spel för iOS och Android, som kombinerar teknik och estetik. Illusion Labs är specialiserat på grafik, fysiksimulering och nya interaktioner som accelerometer och multi-touch. De gör uteslutande egna produktioner och inget kontraktsarbete.

## Ludografi
| Game               | Platform/s  | Notes           |
| ------------------ | ----------- | --------------- |
| Mr. Crab           | iOS Android | Editors' Choice |
| Mr. Crab 2         | iOS         |                 |
| Rocket Cars        | iOS         |                 |
| Touchgrind         | iOS         |                 |
| Bacon Escape       | iOS         |                 |
| Touchgrind BMX     | iOS Android |                 |
| Labyrinth          | iOS Android |                 |
| Labyrinth 2        | iOS Android |                 |
| Foosball           | iOS         |                 |
| Touchgrind Skate 2 | iOS Android |                 |
| Sway               | iOS         |                 |
| Nono Islands       | iOS Android |                 |
| Blast Away         | iOS         |                 |